# Буцол Всеволод Казимирович
Всеволод Казимирович Буцол (нар. 14 березня 1909, місто Катеринослав, тепер Дніпро — 1989, Київ) — радянський комсомольський діяч, 2-й секретар ЦК ЛКСМ України. Член Ревізійної Комісії КП(б)У в травні 1940 — січні 1949 р.

## Біографія
З кінця 1920-х років — голова одного із перших колгоспів Первомайського району Миколаївщини. Потім працював у машинно-тракторній станції, був мобілізований на будівництво шахт Донбасу, очолював комсомольську організацію шахти № 10-біс Донецької області. Перебував на відповідальній комсомольській роботі.
Член ВКП(б) з 1930 року.
До грудня 1938 року працював інструктором в апараті ЦК КП(б)У. 
11 грудня 1938 — 8 грудня 1939 року — секретар ЦК ЛКСМ України.
8 грудня 1939 — квітень 1943 року — 2-й секретар ЦК ЛКСМ України.
З червня 1941 року — у Червоній армії, учасник німецько-радянської війни. Брав участь в оборонних боях 1941 року на Кримському і Донському фронтах. У жовтні 1942 року, під час боїв на Сталінградському напрямі, начальник політичного відділу 37-ї гвардійської стрілецької дивізії 62-ї армії Сталінградського фронту батальйонний комісар Буцол замінив командира 2-го батальйону 109-го гвардійського стрілецького полку. Під його командуванням підрозділ відбив шість атак противника, знищив шість танків та близько двох рот піхоти. З 1943 року — заступник командира з політичної частини — начальник політичного відділу 354-ї стрілецької дивізії 19-го стрілецького корпусу 65-ї армії Центрального, 1-го і 2-го Білоруського фронтів.
Після демобілізації, з 1945 (затверджений в лютому 1946) по 1948 рік — завідувач відділу підготовки і перепідготовки партійних кадрів Управління кадрів ЦК КП(б)У. З грудня 1948 року — завідувач сектору відділу партійних, профспілкових і комсомольських органів ЦК КП(б)У.
З січня по квітень 1953 року — заступник голови Комітету в справах культурно-освітніх установ при Раді міністрів УРСР.
У травні 1953 — після 1960 року — начальник Головного управління культурно-освітніх установ Міністерства культури Української РСР.
На 1969 рік — старший референт відділу науки і нової техніки Управління справами Ради Міністрів Української РСР.
Потім — пенсіонер республіканського значення у місті Києві. Помер у середині березня 1989 року.

## Військові звання
- гвардії батальйонний комісар (1941)
- гвардії підполковник
- гвардії полковник

## Нагороди
- орден Червоної Зірки (1.02.1943)
- орден Червоного Прапора (5.11.1943)
- два ордени Вітчизняної війни ІІ-го ст. (7.09.1944; 6.04.1985)
- орден Вітчизняної війни І-го ст. (8.03.1945)
- орден Богдана Хмельницького ІІ-го ст. (23.04.1945)
- орден «Знак Пошани» (23.01.1948)
- ордени
- медаль «За оборону Сталінграда»
- медаль «За визволення Варшави»
- медаль «За перемогу над Німеччиною у Великій Вітчизняній війні 1941—1945 рр.»
- медалі
- Почесна грамота Президії Верховної Ради Української РСР (13.03.1969)